# Büyük Melen
Pour les articles homonymes, voir Melen (homonymie).
Le Büyük Melen (en turc : Grand Melen) est un fleuve de Turquie dans la province de Düzce. Son embouchure est proche du village de Melenağızı (en turc : embouchure du Melen) dans le district de Akçakoca.
Le Büyük Melen prend son origine au Lac Efteni (Lac Melen ou lac de Düzce) au sud-ouest de la ville de Düzce. En amont de ce lac il y a trois rivières qui l'alimentent : Küçük Melen, Aksu et Uğur,. 